# Indicatif régional 242
L'indicatif régional 242 (ou BHA) est l'indicatif téléphonique régional des Bahamas.
L'indicatif +242 fait partie du CONGO BRAZZAVILLE
Pour un appel qui ne sort pas d'une île des Bahamas, il suffit de composer les 7 chiffres du numéro de l'abonné. Pour un appel vers une île des Bahamas en provenance d'une autre île des Bahamas ou d'un autre endroit du Plan de numérotation nord-américain (par exemple, à partir du Canada ou des États-Unis), il faut composer 1-242 suivi du numéro à 7 chiffres de l'abonné. 

## Historique
Cet indicatif a été créé par la scission de l'indicatif régional 809 en octobre 1996.
Jusqu'en 1995, plusieurs des îles des Caraïbes et de l'Atlantique ont partagé l'indicatif régional 809 à l'intérieur du Plan de numérotation nord-américain. Entre 1995 et 1999, chacune de ces îles a reçu son propre indicatif. Les Bahamas ont reçu l'indicatif 242.